# Blommersia angolafa
Blommersia angolafa is een kikker uit de familie der gouden kikkers (Mantellidae). De soort werd voor het eerst wetenschappelijk beschreven door de groep van biologen Franco Andreone, Gonçalo M. Rosa, Jean Noël, Angelica Crottini, Miguel Vences en Christopher John Raxworthy.

## Uiterlijek kenmerken
Blommersia angolafa bereikt eren lichaamslengte van 17 tot 21 millimeter. De uiteinden van de vingers en tenen zijn wat verdikt. De vrouwtjes zijn bruin van kleur, de mannetjes eerder geel. Beide geslachten hebben blauwachtige vlekken op hun flanken en op de toppen van de vingers en tenen.

## Verspreiding en habitat
De kikker leeft in Afrika en komt endemisch voor in Madagaskar. De soort behoort tot een groep kikkers die zich ontwikkelt in waterplassen waarvan het zuurstofpeil lager is dan in waterlopen.

## Levenswijze en voortplanting
De soort legt eitjes en kweekt de kikkervisjes in dode palmbladeren op de grond van het oerwoud. Deze soort is de enige waarvan dit gedrag bekend is. Het vrouwtje legt per blad 2 tot 10 gelige eitjes in bruine dril een paar millimeter boven het wateroppervlak in het blad. Volwassen mannetjes zouden bovendien ook vrouwtjes roepen vanuit de bladeren om ermee te paren. De mannetjes lijken hun kroost - zowel eitjes als kikkervisjes - te bewaken.
Blommersia angolafa broedt voor zover bekend alleen in de palmen Dypsis lastelliana, Dypsis tsaravoasira en Dypsis hovomantsina. Dypsis-palmen worden in Madagaskar vaak gekapt. De twee laatst vernoemde soorten zijn zelfs kritiek bedreigd, wat ook een bedreiging vormt voor de kikkersoort.